# My First Kiss
Singles de 3OH!3
Blah Blah Blah
(2010) Double Vision
(2010)
Singles par Kesha
Dirty Picture
(2010) Your Love Is My Drug
(2010)
My First Kiss est une chanson enregistrée par le duo de musique électronique américain 3OH!3. Elle a été écrite par Lukasz Gottwald, Sean Foreman, Nathaniel Motte ainsi que par Benny Blanco et a été produite par Dr. Luke et Blanco, pour le troisième album studio du groupe, Streets of Gold. Le morceau a été publié en tant que premier single issu de l'opus le 4 mai 2010 sur toutes les plateformes de téléchargement légal australiennes, canadiennes, néo-zélandaises et norvégiennes. L'inspiration du titre est fondé sur le fait de revivre son premier baiser et d'explorer de nouvelles parties d'une relation.
La chanson a été reçue par un accueil mitigé de la part de la critique professionnelle. Bien qu'il s'agisse d'un titre des 3OH!3, l'apparition de Kesha sur la piste a été félicitée par de multiples critiques pour sa solide prestation, quoique limitée, tandis que la performance du duo a reçu un accueil mitigé, certains la qualifiant d’« irritante ». My First Kiss a remporté un succès commercial en atteignant les top dix des hit-parades canadiens, britanniques et américains, tout en se plaçant dans les top 40 des classements de plusieurs autres pays. Elle a obtenu un grand succès, notamment aux États-Unis, atteignant les neuvièmes places des hit-parades tout en continuant à vendre plus de 500 000 exemplaires numériques. Le vidéo-clip du morceau a suivi un thème relativement similaire à son titre. Les scènes dominantes montrent des gens en train de s'embrasser en face de fonds multicolores avec un logo grandeur nature des 3OH!3, omniprésent. La chanson a été interprétée sur le plateau de l'émission américaine Regis and Kelly.
L'actrice et chanteuse américaine Ashley Tisdale a interprété les couplets de Kesha avec les membres du groupe dans l'épisode « Le calendrier », issu de sa série télévisée, Hellcats, alors que la version originale avait été jouée dans un autre épisode de la série, intitulé « Envers et contre tous ». Le titre a également été utilisé dans une scène culte du film American Pie 4, sorti en 2012, et a aussi été ajouté à la bande originale officielle du film.

## Genèse et composition
My First Kiss est un morceau écrit par Sean Foreman et Nathaniel Motte, ainsi qu'avec Dr. Luke et Benny Blanco. Il a été produit par Dr. Luke et Benny Blanco avec une édition vocale effectuée par Emily Wright. En pleine entrevue pour MTV, Foreman a expliqué que l'inspiration se cachant derrière la chanson était la suivante : « elle parle d'une fille très appréciée et le scénario consiste à revivre un premier baiser afin d'explorer de nouvelle parties d'une relation amoureuse » . Alors qu'ils étaient en train de composer le titre, Foreman et Motte ont pris le choix, par besoin, d'ajouter une voix féminine à celui-ci. Kesha, qui a travaillé avec Blanco et Luke précédemment, a été invitée à participer à la chanson et s'est déplacée plus tard en studio afin de contribuer à ses couplets .
Il s'agit d'une chanson entraînante, dominée par un style electropop qui incorpore des éléments de power pop . Elle contient aussi des « bips électroniques » et un extrait bref de « sonorité beatbox » . Présent à travers, des bruitages de baisers sont entendus entre chaque couplet . Selon la déclaration musicale publiée par Musicnotes, la chanson a été écrite avec une signature temporelle d'un taux modéré de 134 battements par minute et dans clef en mi mineur. Sa gamme vocale s'étend de la note E4 à B5 . Sara D Anderson d’AOL Radio a indiqué que Kesha joue le rôle d'un premier béguin « qui décide de ne pas laisser partir le garçon en question, comme le démontrent les lignes : Elle n'en aura jamais assez / Une fois qu'elle a eu une petite caresse / Si je l'ai fait à ma manière / Tu sais que je lui ferrais dire... » .

## Listes des pistes
| - Téléchargement Digital 1. "My First Kiss" (Feat. Kesha) – 3:12 - My First Kiss (Remix) - EP 1. "My First Kiss" (Gucci Mane Remix) (Feat. Kesha) – 3:12 2. "My First Kiss" (Chuckie Extended Version) (Feat. Kesha) – 7:34 3. "My First Kiss" (Innerpartysystem Remix) (Feat. Kesha) – 5:07 4. "My First Kiss" (Feat. Kesha) (Video) – 3:20 | - UK My First Kiss - EP 1. "My First Kiss" (Feat. Kesha) – 3:12 2. "My First Kiss" (Chuckie Remix) (Feat. Kesha) – 3:39 3. "My First Kiss" (Chuckie Extended Version) (Feat. Kesha) – 7:34 4. "My First Kiss" (Innerpartysystem Remix) (Feat. Kesha) – 5:07 5. "My First Kiss" (DJ Skeet Skeet Remix) – 4:42 |

## Credits et personnel
- Écriture – Dr. Luke, Sean Foreman, Nathaniel Motte et Benny Blanco
- Production – Dr. Luke et Benny Blanco
- Ingénieurs – Emily Wright, Sam Holland et Benny Blanco
- Instruments et programmation – Dr. Luke, Nathaniel Motte et Benny Blanco
- Voix additionnels – Dr. Luke et Benny Blanco
- Édition vocale – Emily Wright

Source 

## Classements et certifications
| Classement (2010)                      | Meilleure position |
| -------------------------------------- | ------------------ |
| Australie (ARIA)                       | 13                 |
| Autriche (Ö3 Austria Top 40)           | 28                 |
| Belgique (Flandre Ultratop 50 Singles) | 9                  |
| Canada (Hot 100)                       | 7                  |
| Europe (Hot 100)                       | 23                 |
| Irlande (IRMA)                         | 10                 |
| Nouvelle-Zélande (RMNZ)                | 15                 |
| Royaume-Uni (UK Singles Chart)         | 7                  |
| États-Unis (Hot 100)                   | 9                  |

| Classement (2010)              | Position |
| ------------------------------ | -------- |
| Australie                      | 76       |
| Canada                         | 74       |
| Royaume-Uni                    | 128      |
| États-Unis (Billboard Hot 100) | 73       |

| Pays              | Certification |
| ----------------- | ------------- |
| Australie (ARIA)  | 1 × Platine   |
| Canada (CRIA)     | 1 × Platine   |
| États-Unis (RIAA) | 1 × Or        |

## Historique de sortie
| Pays             | Date             | Format                   |
| ---------------- | ---------------- | ------------------------ |
| Australie        | 4 mai 2010       | Téléchargement numérique |
| Canada           | 4 mai 2010       | Téléchargement numérique |
| Nouvelle-Zélande | 4 mai 2010       | Téléchargement numérique |
| Norvège          | 4 mai 2010       | Téléchargement numérique |
| Irlande          | 1er juillet 2010 | Téléchargement numérique |
| Royaume-Uni      | 1er juillet 2010 | Téléchargement numérique |